# Société Nationale de Musique
La Société Nationale de Musique venne fondata il 25 febbraio 1871 per promuovere la musica francese e consentire ai giovani compositori la presentazione della loro musica al pubblico. Il suo motto fu  "Ars gallica".

## Storia
Venne fondata da Romain Bussine e Camille Saint-Saëns, che ne condivisero la presidenza, e fra i primi membri figurarono César Franck, Ernest Guiraud, Jules Massenet, Jules Garcin, Gabriel Fauré, Alexis de Castillon, Henri Duparc, Théodore Dubois, e Paul Taffanel. Essa venne concepita in reazione alla tendenza della musica francese del tempo indirizzata prevalentemente alle composizioni operistiche rispetto alla musica per orchestra. Ciò in contrapposizione a quanto avveniva in Germania.
L'organizzazione del primo concerto ebbe luogo il 17 novembre 1871 e presentò un programma costituito dal Trio in Si bemolle maggiore di Franck, due melodie di Dubois, Cinq pièces dans le style ancien di Castillon, una riduzione del Concerto per violino di Jules Garcin, una Improvisation per tenore di Massenet, ed il Caprice héroïque per due pianoforti di Saint-Saëns.
I concerti ebbero luogo alla Salle Pleyel, alla Salle Érard per i lavori orchestrali, ed alla Chiesa di Saint-Gervais per i lavori per organo. Anche se la società disponeva di mezzi limitati, riuscì a scritturare esecutori di primo piano come Pablo de Sarasate, Eugène Ysaÿe, e Wanda Landowska.
Negli anni '80 del XIX secolo, la società iniziò ad accettare manoscritti di autori non francesi. Ernest Chausson fu segretario, inizialmente insieme a d'Indy, dal 1886 fino al 1899, anno della sua morte. Verso la fine del decennio l'associazione accettò, fra i suoi membri, compositori delle nuove generazioni come Debussy e Ravel.
Nel 1886, i membri della società si confrontarono fra loro per una disputa, sull'inserimento dei compositori stranieri, fra i conservatori come Saint-Saëns e gli innovatori come Franck, Vincent d'Indy, ed altri. Franck venne eletto presidente e conseguentemente Bussine e Saint-Saëns si dimisero. Nel 1890, a seguito della morte di Franck, d'Indy divenne presidente. Dopo una serie di ostilità nei suoi confronti, Ravel lasciò nel 1909 la Société Nationale de Musique per fondare una nuova organizzazione chiamata Société musicale indépendante.